# Alexander Ring
Alexander Michael Ring (Helsinki, 9 april 1991) is een Fins voetballer die doorgaans speelt als middenvelder. In februari 2025 verruilde hij Austin voor HJK Helsinki. Ring maakte in 2011 zijn debuut in het Fins voetbalelftal.

## Clubcarrière
Toen hij drie was, verhuisde de familie van Ring naar Duitsland. Daar, en in België, groeide hij op. De middenvelder doorliep de jeugdopleiding van Bayer Leverkusen, voordat hij met zijn familie in 2008 terugkeerde naar Finland. In 2009 tekende hij bij het reserveteam van HJK Helsinki, namelijk Klubi-04. In augustus 2010 ondertekende Ring zijn eerste profcontract met de club. Hij werd verhuurd aan Tampere United voor de rest van het seizoen. Hierna keerde hij terug bij HJK, waar hij een volwaardig basisspeler werd. Op 26 september 2011 verlengde Ring zijn contract in Helsinki, wat hem tot 2015 aan de club bond.
In december 2011 werd bekend dat het Duitse Borussia Mönchengladbach interesse had om de speler over te nemen. Op 5 januari 2012 werd bekendgemaakt dat de Fin voor de duur van anderhalf seizoen verhuurd was aan Die Fohlen. Zijn debuut in de Bundesliga volgde op 10 maart tegen SC Freiburg en op 21 augustus scoorde Ring tegen Dynamo Kiev zijn eerste goal voor de club. Na zijn terugkeer bij HJK, werd Ring in de zomer van 2013 overgenomen door 1. FC Kaiserslautern. Bij die club kreeg de middenvelder een vierjarig contract.
In februari 2017 maakte Ring de overstap naar New York City, waar hij zijn handtekening zette onder een verbintenis voor de duur van twee seizoenen. In oktober 2018 verlengde hij zijn contract in New York voor de 'lange termijn'. Eind 2020 maakte de Fin een transfer binnen de Major League Soccer, toen de nieuwe club Austin hem overnam. Een jaar na zijn komst verlengde hij zijn contract tot eind 2023, met een optie op twee seizoenen extra. Eind 2023 werd de optie gedeeltelijk gelicht, voor een jaar extra. Na dat contract vertrok hij, om terug te keren bij HJK Helsinki.

## Clubstatistieken
| Seizoen | Club                       | Competitie          | Competitie | Competitie | Beker | Beker | Internationaal | Internationaal | Totaal | Totaal |
| Seizoen | Club                       | Competitie          | Wed.       | Dlp.       | Wed.  | Dlp.  | Wed.           | Dlp.           | Wed.   | Dlp.   |
| ------- | -------------------------- | ------------------- | ---------- | ---------- | ----- | ----- | -------------- | -------------- | ------ | ------ |
| 2009    | Klubi-04                   | Ykkönen             | 15         | 3          | —     | —     | —              | —              | 15     | 3      |
| 2010    | Klubi-04                   | Ykkönen             | 19         | 6          | —     | —     | —              | —              | 19     | 6      |
| 2010    | → Tampere United           | Veikkausliiga       | 4          | 1          | —     | —     | —              | —              | 4      | 1      |
| 2010    | HJK Helsinki               | Veikkausliiga       | 3          | 0          | 0     | 0     | 1              | 0              | 4      | 0      |
| 2011    | HJK Helsinki               | Veikkausliiga       | 24         | 2          | 5     | 2     | 6              | 2              | 35     | 6      |
| 2011/12 | → Borussia Mönchengladbach | Bundesliga          | 8          | 0          | 0     | 0     | —              | —              | 8      | 0      |
| 2012/13 | → Borussia Mönchengladbach | Bundesliga          | 6          | 0          | 1     | 0     | 6              | 1              | 13     | 1      |
| 2013/14 | 1. FC Kaiserslautern       | 2. Bundesliga       | 21         | 0          | 3     | 0     | —              | —              | 24     | 0      |
| 2014/15 | 1. FC Kaiserslautern       | 2. Bundesliga       | 24         | 6          | 2     | 0     | —              | —              | 26     | 6      |
| 2015/16 | 1. FC Kaiserslautern       | 2. Bundesliga       | 21         | 2          | 1     | 0     | —              | —              | 22     | 2      |
| 2016/17 | 1. FC Kaiserslautern       | 2. Bundesliga       | 10         | 0          | 1     | 0     | —              | —              | 11     | 0      |
| 2017    | New York City              | Major League Soccer | 31         | 0          | 1     | 0     | —              | —              | 32     | 0      |
| 2018    | New York City              | Major League Soccer | 33         | 2          | 0     | 0     | —              | —              | 33     | 2      |
| 2019    | New York City              | Major League Soccer | 32         | 4          | 2     | 0     | 3              | 0              | 37     | 4      |
| 2020    | New York City              | Major League Soccer | 26         | 4          | 0     | 0     | —              | —              | 26     | 4      |
| 2021    | Austin                     | Major League Soccer | 31         | 4          | 0     | 0     | —              | —              | 31     | 4      |
| 2022    | Austin                     | Major League Soccer | 37         | 4          | 0     | 0     | 1              | 0              | 38     | 4      |
| 2023    | Austin                     | Major League Soccer | 28         | 2          | 2     | 0     | 1              | 0              | 31     | 2      |
| 2024    | Austin                     | Major League Soccer | 34         | 2          | 0     | 0     | 3              | 1              | 37     | 3      |
| 2025    | HJK Helsinki               | Veikkausliiga       | 0          | 0          | 0     | 0     | 0              | 0              | 0      | 0      |
| Totaal  | Totaal                     | Totaal              | 407        | 42         | 18    | 2     | 21             | 4              | 446    | 48     |

Bijgewerkt op 12 februari 2025.

## Interlandcarrière
Door de prestaties van Ring in de Finse competitie en beker, werd hij in mei 2011 opgeroepen door de nieuwe bondscoach, Mixu Paatelainen, voor het nationale elftal. Zijn debuut volgde op 7 juni in een 5–0 nederlaag tegen Zweden. Op 26 maart 2013 kwam hij voor het eerst tot scoren. Op bezoek bij Luxemburg werd met 0–3 gewonnen en Ring opende twee minuten voor rust de score. Uiteindelijk werd via een benutte strafschop van Mikael Forssell en een treffer van Joona Toivio de eindstand bereikt. Ring besloot in oktober 2018 een punt te zetten achter zijn internationale loopbaan. Op dat moment had hij vierenveertig interlands gespeeld, met daarin twee doelpunten.

## Erelijst
| Veikkausliiga | 1 | 2011 |
| Suomen Cup    | 1 | 2011 |